# يونس الحرفوشي
الأمير يونس بن حسين الحرفوشي (1625:1608). وينتمي لعائلة آل حرفوش التي يعتبر تاريخها وأخبارها حافلة بالأحداث والنزاعات والثورات والحروب والخطوب التي لازمت مسيرتها طيلة القرون العديدة التي بقيت تلعب الدور المحوري والأساسي في مناطق نفوذها الممتدة من حماه حتى صفد، وتمارس تأثيراً مباشراً في ولايات حلب ودمشق وطرابلس، عرف تاريخ هذه الأسرة محطات أساسية ومهمة في مسيرتها الطويلة، وبرز من رجالاتها حكام وقادة لا بد من التوقف عند مسيرتهم المثقلة بالمبادرات والمواقف والدلالات في مسيرة الشيعة في لبنان.

## اولاده
- الأمير أحمد بن يونس الحرفوشي
- الأمير حسين بن يونس الحرفوشي
- الأمير علي بن يونس الحرفوشي

## أحواله
كان على خلاف دائم مع السلطنة العثمانية وقد عصا عليها أكثر من مرة، مما أغضب السلطان وأراد قتله.

في العام 1020 هـ، تم تعيين نصوح باشا في منصب الصدراة العظمى، فكتب الأخير إلى الأمير فخر الدين المعني الثاني بمحاربة يونس الحرفوشي وقتْله، وكان الصدر الأعظم غاضبا من الأمير فخر الدين أيضا لمعاونته ابن حرفوش سابقا في حربه مع والي دمشق.

لم ينفذ فخر الدين قرار الصدر الأعظم بملاحقة ابن حرفوش فنقمت الدولة على فخر الدين وعلى يونس الحرفوشي.

بادر الأمير يونس في سنة 1613م برد الجميل للمعني فوجه إلى إربد فرقة من جنوده تنجد الأمير على بن فخر الدين في حروبه ضد عساكر دمشق.

في العام 1022 هـ - 1614 م تحالف كل من أحمد الشهابي و فخر الدين المعني و يونس الحرفوشي لمحاربة عساكر الشام في منطقة بصرى. ثم ما لبث يونس الحرفوشي وأحمد الشهابي أن انقلبا على فخر الدين وخانوه وقاتلوا ضده.

نال الأمير يونس سنجقية حمص سنة 1616م. ضبط حمص وجرد على عرب آل موسى (أنصار ابن سيفا) وهم في حولة (بعرين) فأخذ مواشيهم. وربح من الشيخ عبد النافع إثني عشر ألف غرش.

ظل الأمير يونس محافظاً على علاقاته الجيدة مع الأطراف المتنازعة على الساحة. ففي سنة 1617م. أرسل الأمير علي المعني «مدبره مصطفى كتخدا إلى بعلبك يلتمس من الأمير يونس الحرفوشي رضا وزير دمشق ليقرر عليه سنجقية صفد فتوجه الأمير يونس بالمدبر إلى دمشق».

## نزاعه مع الأمير فخر الدين المعني

### معركة عنجر بين الواقع والتحريف
أحد أهم أسباب المعركة، أن الأمير يونس الحرفوش كان قد تولى سنجقية صفد بزيادة الف ذهب وأصبح بحكم منصبه «سنجق صفد أمير لواء حمص ضابط بعلبك وبقاع العزيز» حاكماً على الشيعة من أعماق البادية شرقاَ حتى أطراف بلاد بشارة، بما فيها مقاطعات جبل عامل الثلاث، والبقاعين ومدينتي بعلبك وصور، ومناطق صفد ونابلس وعجلون في فلسطين. مما أثار حفيظة الأمير فخر الدين وغضبه وجعله يستنفر جميع طاقاته وقواه العسكرية والمالية والسياسية لإسترداد سنجقية صفد.
وبعد سلسلة من المشاحنات بين الأميرين أدت إلى نشوء حلفين في بلاد سوريا (جبل لبنان وبلاد الشام) الأول يقوده فخر الدين ومعه ابنه علي، وأخوه يونس، وعلي شهاب وأحمد الشهابي والبلوكباشي الحاج كيوان ..ورجالهم من جبل لبنان وبيروت وصيدا ومتاولة جبل عامل وصفد وعجلون ونابلس والسكمان...

والفريق الثاني يقوده يونس الحرفوشي ومعه إبنه حسين، وعمر بن سيفا وعباس أمير عرب بلاد حمص وعرب آل موسى والبلوكباشي كرد حمزة وهؤلاء لبسوا ثوب الشرعية فأمّروا عليهم والي الشام مصطفى باشا ورجالهم من البقاع وطرابلس وحمص وعسكر الشام والسكمان...

### رواية الصفدي مؤرخ فخر الدين

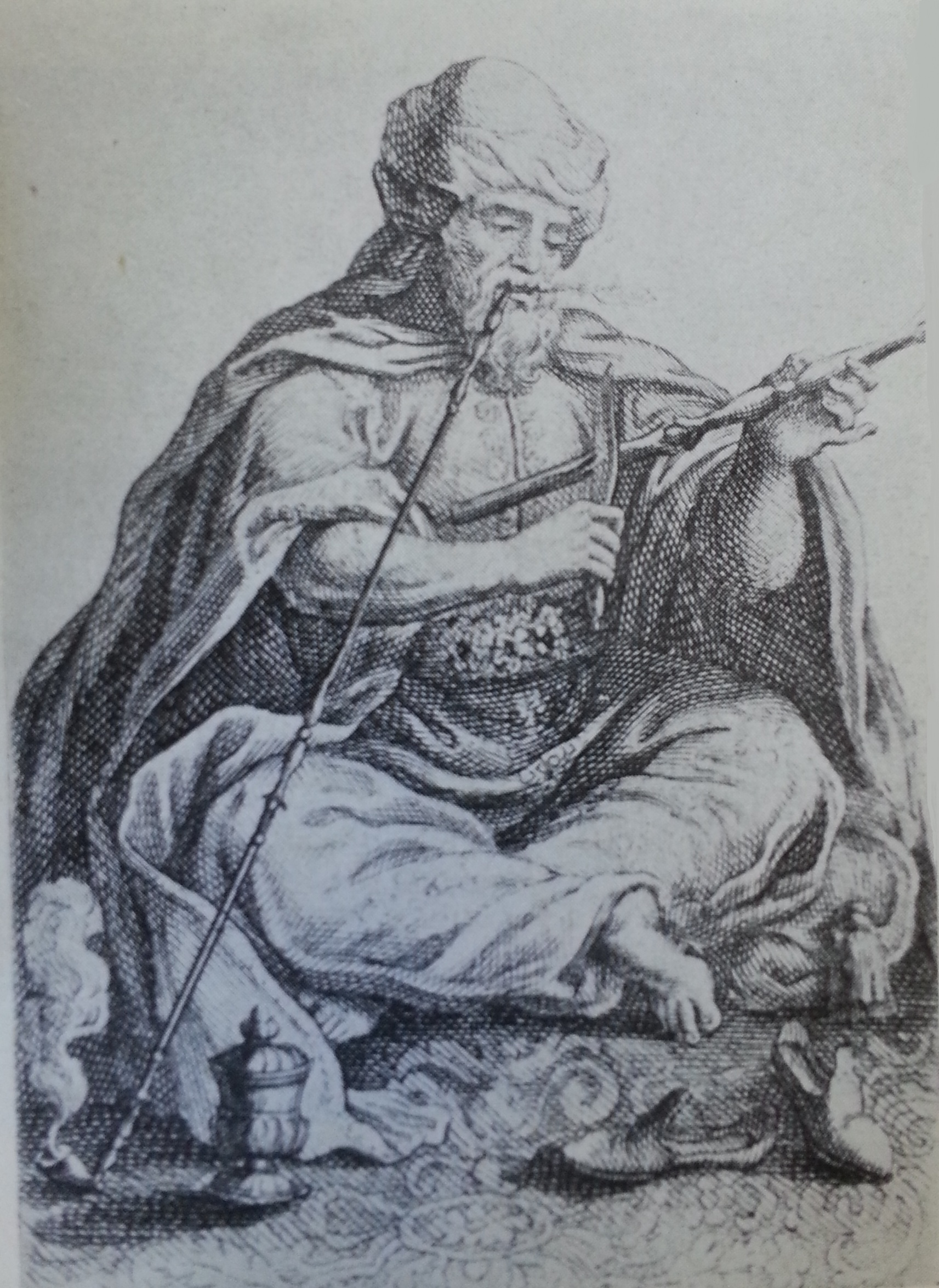
الأمير فخر الدين يُدخن الغليون في توسكانا. يقول معظم المؤرخين أن هذه الصورة لفخر الدين، بينما يقول أخرون أنها لأمير آخر يعتبره الباقون خطأ فخر الدين الثاني.

هذه التكتلات أوضحها الصفدي بقوله " رحل الأمير فخر الدين من منزلة الملاحقة وأرسل إلى ولده على أن يلاقيه بجميع الناس والرجال المجموعة عنده في بيروت إلى قب الياس... وكان بها عمه الأمير يونس ابن معن ومعه الف رجل بل ازيد ورجال الأمير علي.

كانوا هذا المقدار وليلة الأحد 26 ذي الحجة من سنة 1622/1032م كان الأمير يونس ابن الحرفوش وابنه حسين وجميع اقاربه ورجال بلاده وسكمانيته والأمير عمر بن سيفا بجميع رجاله وسكمانيته والأمير عباس وعربه وتركمان بلاد بعلبك وحمص وعرب آل موسى جاؤا من مدينة بعلبك ونزلوا على جسر دير زينون من معاملة البقاع متوجهين إلى الشام للاجتماع بالباشا وعسكرها... وفي تلك الليلة ايضاً رحل الأمير فخر الدين بجميع سكمانيته والعشير والأمير علي ابن شهاب. بجميع رجال بلاده.. ونزلوا على جسر القرعون".

تقدم الأمير يونس برجاله إلى الديماس ليلاً على ضوء المشاعل فاغتنم المعني الفرصة وهاجم كرك نوح بألفي فارس، وكان الحرفوشي قد أقام عليها حامية من ماية بندقية، وعلى رأسهم مملوكه صوباشي القرية، وابن الغنيمي فلما شاهدوا كثرة الخيل دخلوا مزار النبي نوح، فحاصرهم رجال المعني، واستطاعوا كسر الأبواب بالفؤوس ودارت معركة داخل المزار قتل فيها من المهاجمين خمسة رجال ومن المدافعين ما يقارب ثلاثين رجلاً واحتمى الباقون في المئذنة يُصلّونَ العدو بوابل من الرصاص. وأحس فخر الدين بالضعف والعجز «فأرسل إلى ولده الأمير علي وأخيه الأمير يونس أن يحضروا اليه بجميع رجالهما». ولما تكاثر المهاجمون فضل رجال الحرفوشي الإستسلام بالأمان على يد الأمير علي الشهابي. وبعدما عاث فخر الدين ورجاله فساداً في القرية فنهبوها ثم أحرقوها«وحرق العشير جميع البلد حتى لم يبقوا بها بيتاً واحداً بلا حريق».

و تابعوا طريقهم فنهبوا القرى الشرقية وأحرقوها. حتى وصلوا نبع عنجر. فلما بلغ أمراء بعلبك ذلك تحصنوا في القلعة، وكتبوا إلى الأمير يونس الحرفوش يخبرونه فأرسل خيالة بلاد بعلبك والسكمانية لحراسة بعلبك وقراها.

واستمر في طريقه إلى ميسلون حيث التقى هناك عساكر مصطفى باشا وكرد حمزة في غرة محرم سنة 1033هـ / 1623م وفي اليوم التالي وصل جيش الشام سهل الجديدة. وتقدم إلى تلال عنجر. وكان الأمير فخر الدين قد خطط لتكون المعركة في عنجر «لأنه محل وعر». وهناك جرت الواقعة التي انتصر فيها المعني وحلفاؤه بفضل التخطيط والثبات. وكان معه ما ينيف على خمسة آلاف رجل في حين كان جيش الوالي وحلفائه أزيد من إثني عشر الفاً ينقصهم التنظيم والخبرة (حسب رواية الصفدي).
وإنجلت المعركة عن أسر الوالي مصطفى باشا وهزيمة يونس الحرفوشي وكرد حمزة وعمر سيفا إلى بعلبك.

وبعد المعركة أظهر فخر الدين حنكة سياسية إذ جرد أعداءه من ثوب الشرعية وارتداه. قال الصفدي " أما مصطفى باشا بكلربكي الشام فما أمكنه الانهزام مع المنهزمين فمسك قبضاً باليد فلما وصل إليه الأمير فخر الدين وولده الأمير علي نزلا عن خيلهما وقبلا ذيله وعينوا معه محمد بلوكباشي القزاز ليوصله إلى قب الياس.

تمسك فخر الدين بالوالي مصطفى باشا، فعوضه كل ما خسر في المعركة هو ورجاله. وأغراه بالأموال، وأظهر له الخضوع، ورمى أعداءه الحرافشة وآل سيفا بالخروج على السلطان.
لما أدرك الأمير يونس الحرفوشي وأصحابه انضمام مصطفى باشا إلى عسكر المعني وانقلابه عليهم احتاطوا للأمر. فأوكل الحرفوشي أمر قلعة بعلبك إلى «مايتين وعشرة أنفار» والتحق بحصن اللبوة.

معركة عنجر كما تخيلها أحد الرسامين الفرنسيين.

### كشف التحريف لوقائع ومجريات المعركة
قرر الوزير مصطفى باشا بمشورة المعني القضاء على سلطة يونس الحرفوش وهنا يبرز السؤال، هل كانت المعركة مؤامرة نسجت ضد يونس الحرفوشي؟ هذا التساؤل تدعمه عبارة أوردها المحبي عرضاً في كتابه «خلاصة الأثر» قال «وذلك أن العسكر الشامي كانوا قصدوا محاربة أولاد الحرفوشي، وإخراجهم من بعلبك، وطلبوا من مصطفى باشا أن يخرج معهم فأبى أولاً، وأمر بالتربص فلم يرضوا إلا بخروجه، فخرج بهم بعد أن كتب عليهم حجة بذلك. ولما تقابل الفريقان انكسر العسكر الشامي؟، ووقع الوزير المذكور (مصطفى باشا) في أيدي عشير ابن معن، ثم بقي عنده في البقاع أياماً، ثم ذهب معه إلى بعلبك في طلب أولاد الحرفوشي».

هذا القول مع إضطرابه يثير شكوكا حول مؤامرة نسج خيوطها عسكر دمشق والباشا وابن معن. إذ استدرجوا يونس الحرفوشي إلى المعركة، وتخلوا عنه. وخصوصاً بعدما أعاد معظم جنوده لحراسة بعلبك قبل حدوث المعركة. والروايات تؤكد أن الذين قاتلوا وصمدوا هم رجال يونس الحرفوشي وابن سيفا مع قلتهم. والصفدي مؤرخ فخر الدين روى أن بداية المعركة كانت نصراً للحرفوشي إذ دحرا المعني «وأطلعوهم من قرية المجدل حتى أوصلوهم إلى كعب البرج وضايقوهم وملكت سكمانية ابن سيفا وابن الحرفوش البلد» ويضيف إن ماية خيال فقط هجموا على آلاية مصطفى باشا فإنهزم عسكره واستسلم للأسر.
أما المحبي فشرح أسباب نقمة أهل الشام على يونس الحرفوشي وتتلخص بأن الحرفوشي (الرافض) أخذ يضيق على السنة في بعلبك فنزحت منهم عائلات كثيرة إلى دمشق وهناك حرضت عساكر الشام ضده ثم عمد فشيد أول مسجد للشيعة في بعلبك سنة 1028هـ /1618م. وإتصاله بمتاولة بلاد بشارة أزعجت المعنيين وحلفاءهم..'.
إن أول تدابير إتخذها مصطفى باشا بعد وصوله إلى بعلبك وإستقباله وفداً من أعيان الشام وكبار الأغوات، تداول معهم بمختلف الشؤون بمشاركة فخر الدين وكان من بينهم نجم الدين الغزي، المؤرخ الذي نزل مع الوفد في الخيام على منتزه رأس العين هي:
1. «يكون الحاج كيوان آغا اليكجرية وطريفي حسين بلوكباشي كتخدا»
2. أعطى لفخر الدين تمسكاً - أمراً- بقتل الممسوكين من الجنود الانكشارية الذين قاتلوا معه في معركة عنجر ولكن فخر الدين أبدى لهم عذراً وأقنع الباشا بعدم تنفيذ الأمر. «وطاول في القضية وأبدى المعذرة».[21]
3. «أرسل إلى متسلمه في الشام وإلى كبرائها وأعيانها أمراً بالقبض على الانكشارية الموالين لكورد حمزة وقتلهم، فنفذ الأمر بخنق بعضهم في القلعة، وهرب الباقون إلى حمص وحماة وحلب وتفرقوا الأقطار أيدي سبأ».[22]
4. أعطى لفخر الدين مقاطعة غزة وتوابعها وأحكام التحاويل بسنجق صفد وأعطى ولده علي مقاطعة بقاع العزيز، وتحويل سنجق عجلون إلى حسين ولده الآخر ونابلس إلى مصطفى كتخداه، وسنجق اللجون إلى منصور إبنه الثالث، ونظم الوالي والأمير أمور جند الشام سوياً وبدا في هذه المرحلة وكأنّ فخر الدين أعطي الصلاحيات التي كانت لكيوان وكورد حمزة مجتمعين.

إن ما يثير مزيداً من الريبة والشك في حقيقة معركة عنجر، كما أوردها الصفدي، أن هذه الفرمانات التي أصدرها الوالي مباشرة بعد المعركة تعاقب كورد حمزة وجميع أتباعه وهو الذي حافظ على ولائه للوزير منذ البداية، بينما تنهال المناصب والمقاطعات على كيوان وفخر الدين اللذين قاتلاه وأسراه، على زعم الصفدي. ويقول سعدون حمادة في كتابه تاريخ الشيعة«قد يمكن تفسير ذلك بأن الوالي كان في حكم مسلوب الإرادة لوقوعه في قبضة فخر الدين المنتصر في حينه، ولكن الواقع أن سياسته استمرت بدون تغيير بعد عودته إلى مركز ولايته حيث عاقب كل من كان له صلة بكورد حمزة وكيوان بينما استمرت علاقة التعاضد والتحالف بينه وبين فخر الدين حتى بعد عزله من الولاية؟».

إذا وضعنا رواية الصفدي عن معركة عنجر جانباً فهو قبل كل شيء من رجال فخر الدين وبطانته وقد وضع مؤلفه بناءً لرغبة ملزمة من سيده، ورجعنا إلى مصادر أكثر حياداً مثل المحبي الدمشقي رغم عدائيته المذهبية التي أعلن عنها في أكثر من مناسبة وردت في مؤلفه، لآل حرفوش، لوجدنا أنه لم يكن أميناً في سرد بعض الحقائق وإخفاء بعض الوقائع، ولا غرابة في ذلك فواضع هذا المؤلف سواء صحت نسبته إلى القاضي الصفدي أو غيره لم يتوخى من وراء كتابته التاريخ المجرد، وهو ليس مؤرخاً ولم يعرف له تاريخ آخر، وغايته خدمة أغراض سيِده السياسية وتأكيد الوقائع كما أرادها لا كما وقعت فعلاً، ونشرها وتوثيقها، استباقاً لأية محاولة قد ترمي إلى إظهار حقيقة الأمور والكشف عن خدعة كيوان ورفيقيه وفضح مناورتهم أمام السلطة العثمانية خصوصاً.

أقسم الرجال الثلاثة كيوان وكورد حمزة وفخر الدين على أن يكونوا يداً واحدة في كل الأمورهم، وفي كل ما يعود إلى شؤون الحكم والسياسة في ولاية دمشق. لذلك أبدى فخر الدين إصراراً غريباً على فرض معركة عسكرية على يونس لا يريدها، بدون مبرر مقنع ولا سبب واضح فاستباح كل المقدسات العائلية في قب الياس، والدينية في كرك نوح، وقواعد المودة ورفقة السلاح وعرفان الجميل في سرعين. في هذه الأثناء تظهر فجأة في أوساط جند الشام حمية مذهبية معادية للشيعة تقود إلى حركة ذاتية، تفرض على الوالي قسراً رغم إرادته، وبدون أوامر من رؤسائه، الخروج من مركز باشاويته لقتال يونس الحرفوش وإخراجه من بعلبك. وهو رجل غشوم لم يكن أكثر من ألعوبة في يد كيوان صاحب المواهب الإستثنائية في الخداع والمكر والألاعيب وإظهار الأمور على غير حقيقتها، حتى أصبح علماً في كل هذه الموبقات، وهو الأب الروحي لفخر الدين وأحد رئيسي جند الشام وثالث أصحاب القسم.

وصل الباشا إلى عنجر وفي ذهنه أنه خارج لملاقاة يونس الحرفوش، فوجئ بفخر الدين في ميدان المعركة وبهجوم على جنده المخامر قام به مئة أو أكثر من جنوده، لم يلبث إلا قليلا حتى لاذت الجيوش الشامية بالفرار تاركة قائدها أسيراً بين يدي المنتصر، بلا جهد ولا حرب ولا قتال.
هذه حقيقة لعبة عنجر، وضع قواعدها كيوان، ونفذها الحلفاء الثلاثة، وكان ضحيتها قائد شيعي متحفظ وباشا عثماني ساذج. فدخلت إلى التاريخ الوطني اللبناني كأعظم مفاخره ومآثره. 

## نزاعه على الحكم مع ابن عمه الأمير شلهوب
عام 1615 أقطع جركس محمد باشا البقاع إلى الأمير شلهوب مقابل 12,000 قرش، وأمدّه بالفرسان ليفوز على ابن عمه يونس الحرفوشي، فحاصر الأمير شلهوب ابن عمه حسين بن يونس في قلعة قب الياس وسلّم الأخير القلعة من دون قتال، فذهب الأمير يونس الحرفوشي إلى حلب حيث كان الصدر الأعظم متواجدا هناك فأعاده إلى حكم بعلبك بعد أن دفع له 40,000 ذهبية، وأصدر أوامره لجركس محمد باشا بخلع الأمير شلهوب من منصبه وإعادة الأمير يونس؛ وفي عام 1616 م أنعمت عليه الدولة بسنجقية حمص، ثم جرت معركة بين فخر الدين المعني وبين والي دمشق انتهت بانتصار فخر الدين عليه، فجاءه الأمير شلهوب وأظهر له الطاعة فأعاده إلى حكم بعلبك وخلع الأمير يونس وفرّ الأخير من البلاد.

قبض مراد باشا على الأمير يونس الحرفوشي في معرة النعمان فارسل حسين بن يونس الحرفوشي إلى الأمير شلهوب طالبا مساعدته لاستعطاف فخر الدين لإطلاق أبيه مقابل 40 ألف ذهبية.أُطلق يونس الحرفوشي من الأسر وبقي الأمير شلهوب حاكما لبعلبك، فذهب يونس إلى والي دمشق وأهداه هدية قيمة ونقده 30 ألف ذهبية ليقتل ابن عمه الأمير شلهوب ففعل الوالي ذلك وضبط جميع أملاك شلهوب وأعاد يونس إلى الحكم في بعلبك.

## مآثره وإنجازاته

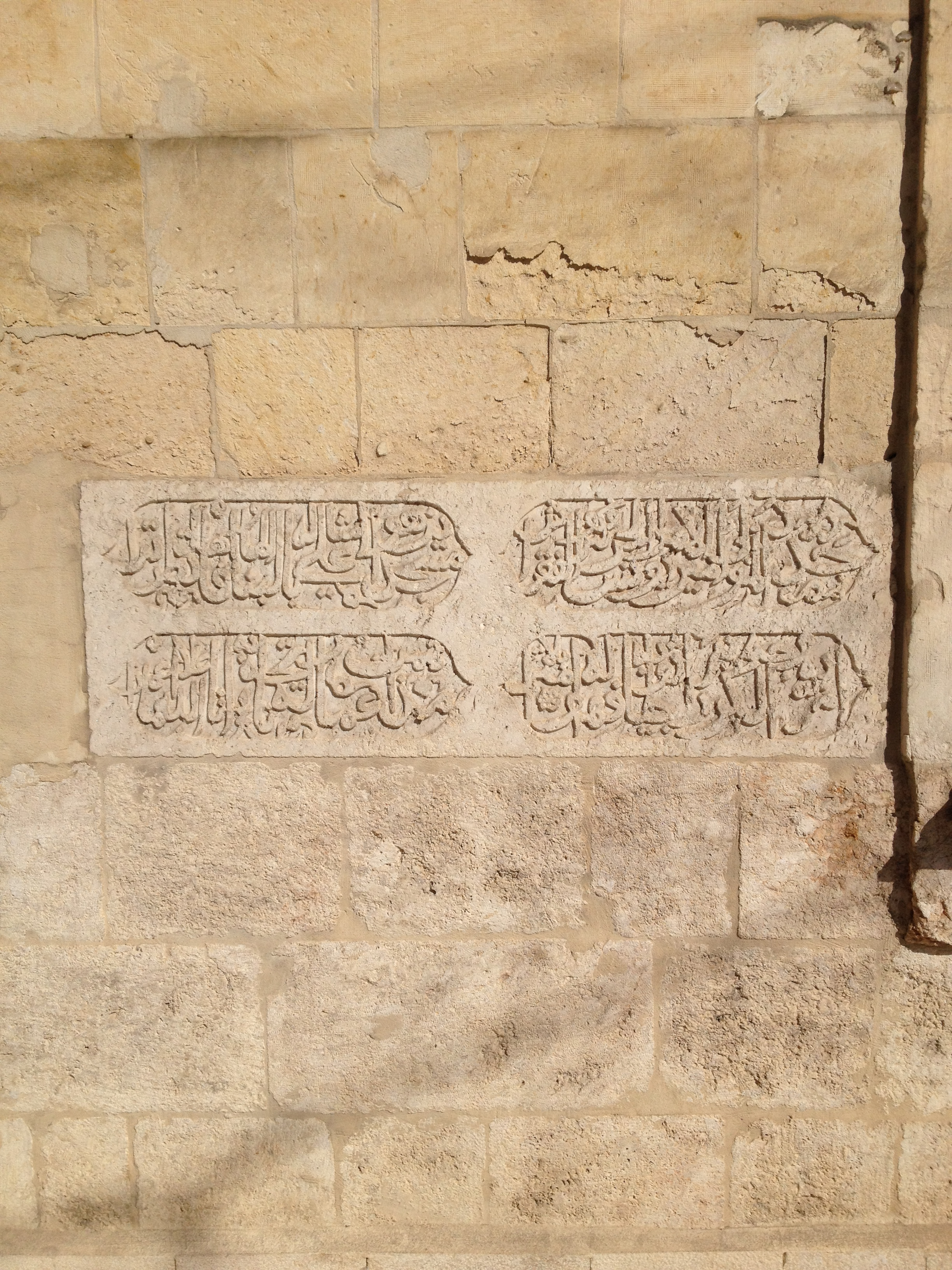
Stone on the wall of the river mosque which was built by Emir Younis EL- Harfush

الأمير يونس بن حسين الحرفوش رجل اعتمد السياسة أكثر مما اعتمد القوة والسيف لبسط نفوذه على بلاد بعلبك والبقاع. وعرف جيداً أن باشوات دمشق يبيعون كل مصالح السلطان بالمال. وهؤلاء الباشوات منحهم السلطان حق الإشراف على أمراء الإقطاع في لبنان.

لم يلجأ إلى السلب والنهب إنما استغل أراضي (سورية المجوفة) أي وادي البقاع من رأس بعلبك حتى مشغرة، فالمصادر تؤكد أنه اقتنى حوالي اربعين قطيعاً من المواشي أي ما ينيف عن عشرين الف رأس من الماعز والغنم وأكثر من الف جاموس.

وامتلك ألف فدان ، فأعاد إلى سهل البقاع ثوبه الأخضر الذي ارتداه في العهد الروماني (يوم كان إهراءات روما) ثم خلعه أحقاباً من الدهر حتى قبض له يونس الحرفوشي فأحيا مواته، وحوله إلى حقل أخضر يجود بغلال وفيرة. أما البساتين، فانتشرت، في القرى وكانت تغص بالأشجار المثمرة التي تزيد ثروة الأمير.
وبذلك حول البقاع إلى (اهراءات استانبول) فأحياناً كان يبعث القمح لينوب عن الأموال السلطانية المقررة على بلاده، روى الصفدي أن غلال بني الحرفوش التي ضبطها فخر الدين من قب إلياس وحدها في موسم البيادر كانت تفوق الحصر. وقد استمر أهل الشوف والجرد والمتن من مشايخ ومقدمين وفلاحين شهراً يعملون ليلاً ونهاراً في نهب ونقل الغلال وما انتهت.

هذا الغنى أبعده عن السلب والنهب، فهو لم يغزو قرى جيرانه مثلما فعل «نده» الأمير فخر الدين الذي جعل أمواله اسلابا ومصادرات.

أما في الجانب الاجتماعي والإنساني، لجأ الأمير يونس الحرفوش إلى بعض الأساليب في تثبيت إمارته منها، المصاهرة، إذ زوج ابنه أحمد من ابنة الأمير فخر الدين. ولما توفي أحمد حرص على هذه الوشيجة فزوجها من إبنه حسين.
وهناك التحالف الشيعي الذي أقامه بإتصاله بمشايخ جبل عامل من بني منكر وعلي الصغير، وحماية زعماء الشيعة من تعديات فخر الدين ورجاله. وقد لاذت جماعة منهم ببعلبك. واستطاع أن يكسب إلى جانبه كرد حمزة أحد كبار مسؤولي عسكر الشام.

أما أعماله العمرانية فتتلخص في بناء مسجد النهر سنة 1618م، وتوجد أبيات من الشعر على جدار المسجد وهي:
1028هـ/1618م

مازال موجوداً حتى الآن، كما شيد دار قرب هياكل بعلبك كانت تعد تحفة عمرانية وظلت قائمة حتى مطلع القرن العشرين. وقام ببناء الحصون والقلاع في قب الياس والكرك واللبوة....

استطاع الأمير يونس بمؤازرة أبنائه: حسين وأحمد وعلى ومحمد أن يقيم إمارة قوية اعترف بها السلطان في اسلامبول. وصار يفوض إليه إقامة السلام ومساعدة الولاة في دمشق وطرابلس وحمص وحماة...

## أنظر أيضاً
- أكذوبة معركة عنجر، جريدة الأخبار، الخميس 18 نيسان 2024